# Linnaemya aurantiaca
Linnaemya aurantiaca är en tvåvingeart som beskrevs av Louis-Paul Mesnil 1952. Linnaemya aurantiaca ingår i släktet Linnaemya och familjen parasitflugor. Inga underarter finns listade i Catalogue of Life.